# Celestia (bière)
Pour les articles homonymes, voir Celestia (homonymie).

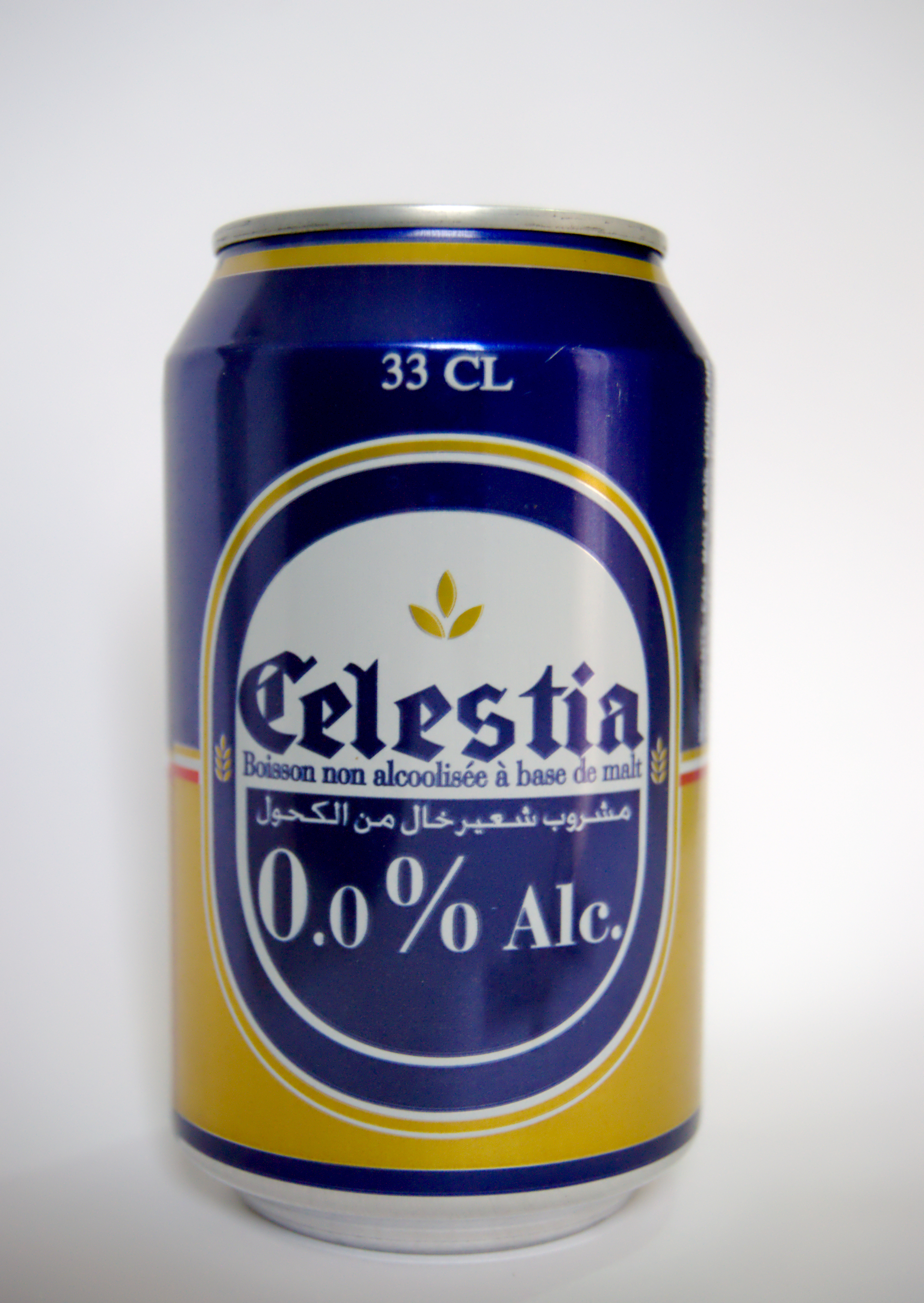
Canette de bière de la marque Celestia

Celestia (arabe : سلستيا) est le nom de la bière sans alcool tunisienne.